# Odontophorus
Odontophorus es un género con siete especies de plantas suculentas perteneciente a la familia Aizoaceae.

## Taxonomía
El género fue descrito por  Nicholas Edward Brown, y publicado en The Gardeners' Chronicle, ser. 3 81: 12. 1927. La especie tipo es: Odontophorus marlothii N.E. Br. 

## Especies seleccionadas
- Odontophorus albus
- Odontophorus angustifolius
- Odontophorus herrei